# Nosferatu w Wenecji
 Nosferatu w Wenecji (wł. Nosferatu a Venezia) – włoski film grozy z 1988 roku.

## Fabuła
Profesor Catalano (Christopher Plummer) przyjeżdża do Wenecji, by unicestwić legendarnego wampira, Nosferatu (Klaus Kinski).

## Obsada[1]
- Christopher Plummer jako prof. Paris Catalano
- Dario De Grassi jako prof. Paris Catalano (głos)
- Klaus Kinski jako Nosferatu
- Dario Penne jako Nosferatu (głos)
- Donald Pleasence jako Don Alvise
- Elio Pandolfi jako Don Alvise (głos)
- Barbara De Rossi jako Helietta
- Jorgos Wojadzis jako dr Barneval
- Stefano De Sando jako dr Barneval (głos)
- Elvire Audray jako Uta Barneval